# 王寧嬪
寧嬪王氏（ねいひん おうし、? - 1542年）は、明の嘉靖帝の妃嬪。

## 経歴
嘉靖19年1月10日（1540年）、嘉靖帝は閻貴妃の死を悼み、子供を産んだ妃嬪らが進封された。王氏は子供がなかったが、寧嬪となった。家族の王稠は正五品錦衣衛千戸に任じられた。
嘉靖21年10月（1542年）、15人の宮女が熟睡中の嘉靖帝を絞殺しようとした暗殺未遂事件（壬寅宮変）が起こった。宮女らの供述によって、王寧嬪が主謀者とされた。同月、宮女たち、王寧嬪、曹端妃（直接関与しなかったが内情を知っていた）は謀叛罪で凌遅刑に処された。彼女たちの家族から10人が連座して斬首刑に処され、20人が奴隸に落とされた。

## 伝記資料
- 『明世宗実録』
- 『明史』